# Maurizio Pellegrini
Maurizio Pellegrini (Pinerolo, 23 settembre 1866 – Zoagli, 1935) è stato un pittore italiano.

## Biografia
L'avvocato e pittore Maurizio Pellegrini nacque a Pinerolo nel 1866. Si laureò in legge a Torino nel 1899.

Seguì i corsi di disegno all'Accademia Albertina e studiò pittura alla scuola di Giacomo Grosso.
Studiò inoltre disegno sotto la direzione del pittore e incisore Alberto Maso Gilli che fu direttore artistico della Reale Calcografia di Roma.
Il Pellegrini si dedicò principalmente al ritratto ed alla rappresentazione di tratti dalla vita quotidiana, sia ad olio che ad acquerello o a pastello. 
Esordì nel 1888 esponendo alla Società promotrice delle Belle Arti al Valentino di Torino.
Nel 1895 si recò a Parigi, dove si trattenne per oltre 5 anni, frequentando per qualche tempo gli studi dei celebri pittori Jules Joseph Lefebvre e Tony Robert-Fleury.
Nel 1897 diede buoni saggi della sua educazione artistica esponendo al Salon del Louvre di Parigi l'opera intitolata Loup de mer e, successivamente, Notre Dame de Paris, Place Vendôme, Ruit hora e Idilio.

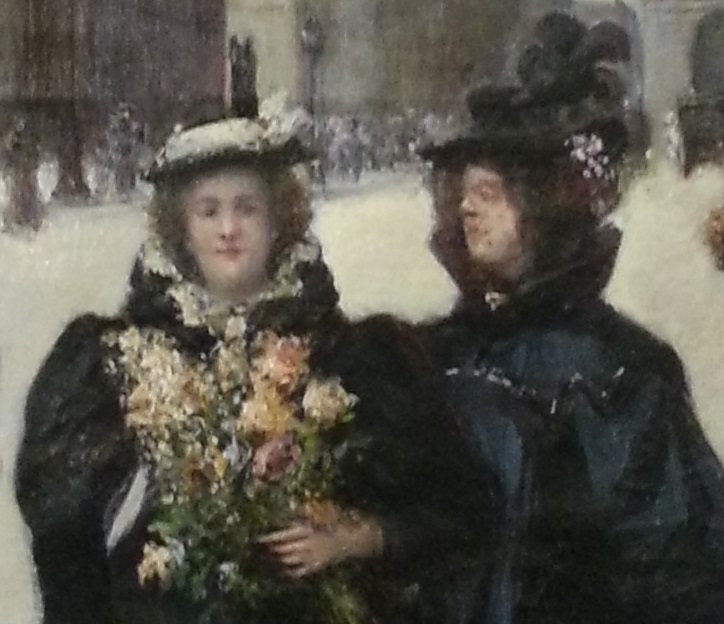
Place Vendôme (dettaglio)

Nel 1898 partecipò all'Esposizione generale di Torino. Sempre a Torino, ad una delle esposizioni annuali dei Pastellisti, la sua opera Testa di vecchio venne acquistata da S. A. I. R. la Principessa Maria Letizia Bonaparte, figlia di Clotilde di Savoia.
Il Pellegrini si dedicò anche ad altri generi d'arte come le immagini pubblicitarie e le illustrazioni per libri, dimostrando ottime tendenze come cartellista ai concorsi dei giornali L'Eclair e Magazine of Art, e a quelli promossi da varie ditte industriali importanti dell'epoca, quali ad esempio Poncelet, Kaps, Bi-Borax, l'Optique e l'Home decor, come pure con il suo Figaro modello esposto alla Galleria Zaeslhein di Berlino. Come vignettista si distinse con le illustrazioni fatte per la Guida dell'Italiano all'Esposizione Universale di Parigi edita dalla Tribuna.
Espose spesso al Circolo degli Artisti e nel luogo del suo esordio, la Società promotrice delle Belle Arti.
Tra le sue opere qui esposte si evidenziano: Il Soldato di Ventura; Ritratto di signora; Ponte San Martino; Crossano dai colti di Pinerolo ed altri paesaggi.
Ebbe studio a Torino in corso Duca di Genova 35 (l'attuale corso Stati Uniti) ma dal dopoguerra non si hanno più notizie di sue partecipazioni alle rassegne ufficiali cittadine. Vaghe tracce di un suo soggiorno in America Latina non hanno conferme nei documenti. Anche la notizia della sua morte a Rapallo non ha finora trovato un riscontro attendibile.

## Opere
- Loup de mer
- Notre Dame de Paris
- Ruit hora
- Idilio
- Place Vendôme, olio su tela, 61 x 50, firmato
- Testa di vecchio
- Il Soldato di Ventura
- Ritratto di signora
- Ponte San Martino
- Crossano dai colti di Pinerolo
- Ragazza con veste rossa, olio su tela, 70 x 100, firmato

## Galleria d'immagini

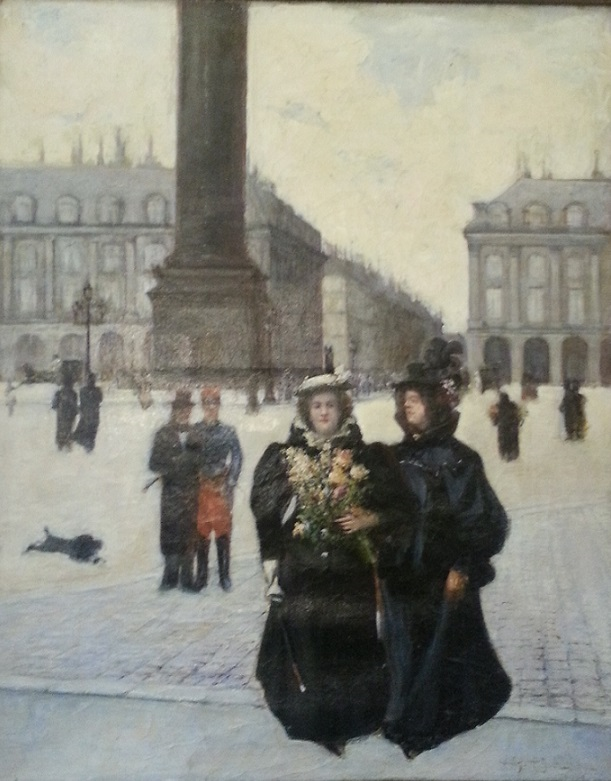
Place Vendôme Collezione privata
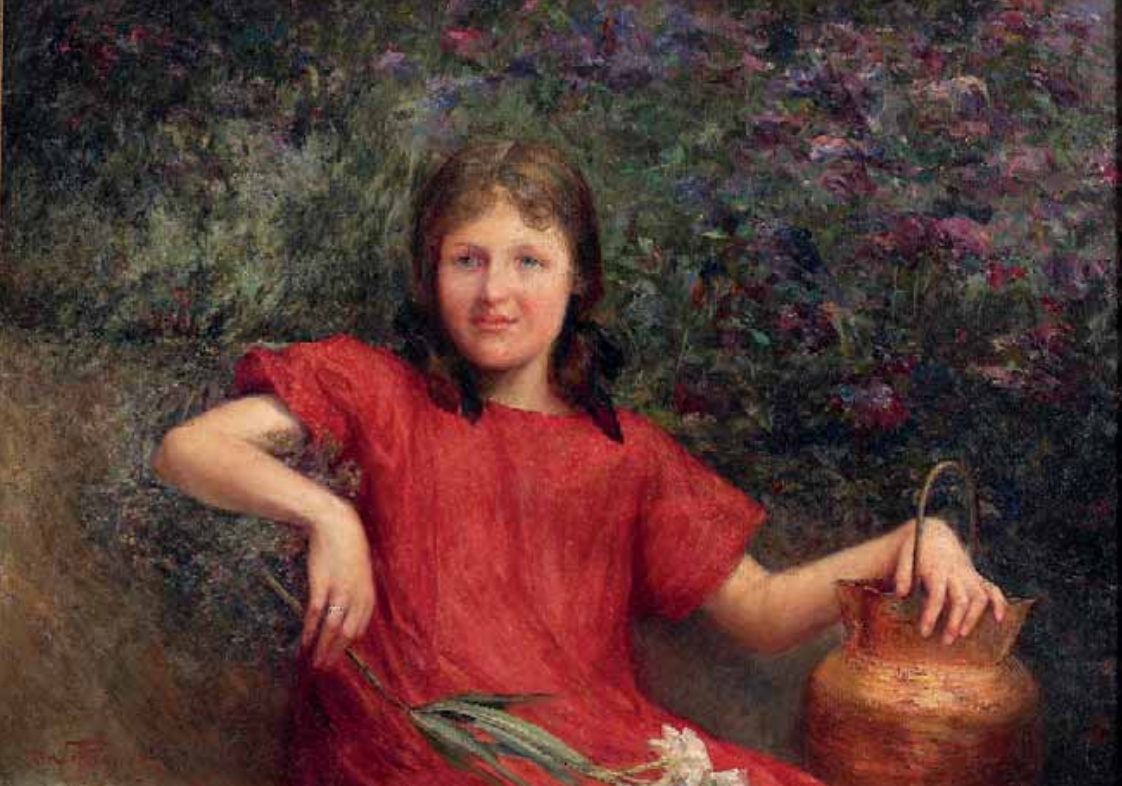
Ragazza con veste rossa
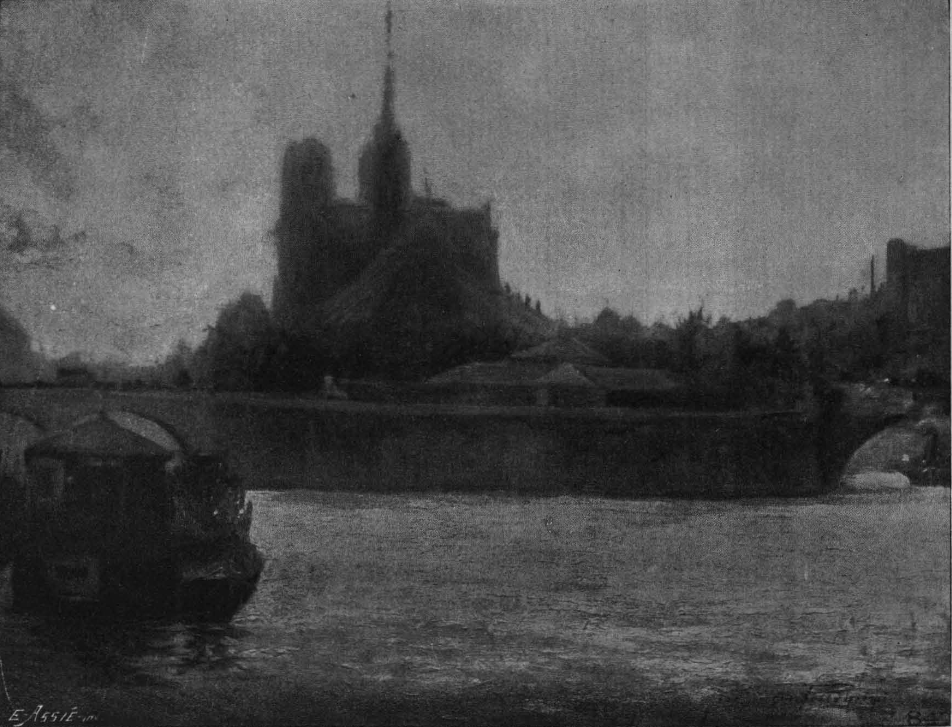
Notre Dame de Paris